# بنیادلی (بیلقان)
بنیادلی (به ترکی آذربایجانی: Bünyadlı) یک منطقه مسکونی در جمهوری آذربایجان است که در شهرستان بیلقان واقع شده است. بنیادلی ۲۲۷۰ نفر جمعیت دارد.